# 毕谷云
毕谷云（1930年—2023年1月7日），男，上海人，中国京剧表演艺术家，一级演员，享受国务院政府特殊津贴专家。曾任红星京剧团、民生京剧团团长。